# Horia Sima

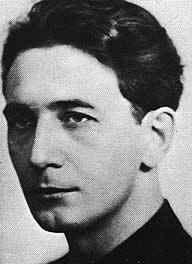
Horia Sima

Horia Sima (Mandra, 3 juli 1906 – Madrid, 25 mei 1993) was een Roemeens fascistisch leider. 

## Levensloop
De vader van Horia Sima overleed toen Sima vijf jaar oud was, waarna hij door zijn moeder werd opgevoed. Op jonge leeftijd werd hij boer. In de tussentijd bezocht hij de lagere en middelbare school. Tijdens zijn opleiding legde hij een bijzondere interesse voor de Roemeense cultuur en het Roemeens-orthodoxe geloof aan de dag. Later zag Horia Sima kans om rechten te studeren aan de Universiteit van Boekarest.
In 1927 richtte Corneliu Codreanu het antisemitische en fascistische Legioen van de Aartsengel St. Michael op. In november van dat jaar sloot Horia Sima zich aan bij het Legioen. Horia Sima werd Legioen Commandant en Legioen Chef van het Banaat. Het Legioen van de Aartsengel St. Michael, sinds de jaren dertig, de IJzeren Garde geheten, was extreem antisemitisch en fel gekeerd tegen de joden, communisten, kapitalisten en koning Karel II van Roemenië (koning Karel had een relatie met de joodse Mme. Magda Lupescu). 
In 1938 werd Codreanu gearresteerd en nam Horia Sima de taken van Codreanu waar. Op 30 november 1938 werd Codreanu - mogelijk in opdracht van de koning - vermoord. Horia Sima werd de nieuwe leider van de IJzeren Garde. In januari 1939 lekte er een plan van de Garde uit: zij waren van plan om het koninklijk paleis in Boekarest te bezetten en de koning af te zetten. Tientallen gardisten werden gevangengezet. Horia Sima wist naar Duitsland te ontkomen. 
Nadat de pro-fascistische maarschalk Ion Antonescu op 14 september 1940 aan de macht was gekomen en koning Karel II troonsafstand deed ten gunste van zijn zoon Michael I van Roemenië, keerde Horia Sima naar Roemenië terug en werd vicepremier in maarschalk Antonescu's National Legionaire Regering. De IJzeren Garde hield verschrikkelijk huis in Roemenië en viel vooral de joden, Hongaren en de etnische minderheden lastig. De chaos die de Garde veroorzaakte, besloot Antonescu in te grijpen en in januari '41 werd de Garde (met Duitse goedkeuring) uit de regering gezet. Sindsdien bevond Horia Sima zich in Duitse krijgsgevangenschap. In 1942 wist hij kortstondig naar Italië te vluchten, maar de Gestapo arresteerde hem opnieuw. Samen met andere Legionairs werd hij in een concentratiekamp opgesloten.
Nadat koning Michael in augustus 1944 Ion Antonescu eigenhandig in de postzegelkluis had opgesloten en Duitsland de oorlog verklaarde, werd Horia Sima op bevel van Hitler uit het concentratiekamp gehaald en premier gemaakt van de Roemeense Nationale Regering die haar zetel had in Wenen. De nog aan het Russische oostfront strijdende Roemeense militairen werden gedwongen zich aan te sluiten bij het fascistische Roemeense Nationale Leger. De 'regering' van Horia Sima in Wenen besloot alleen tegen de Russen te vechten, maar weigerde strijd te leveren tegen de westerse geallieerden.
Na de oorlog vluchtte Horia Sima naar Spanje. Vanaf 1950 steunden de Amerikanen en Britten hem bij het opzetten van een Roemeens rebellenleger dat tegen de communistische regering in Boekarest moest vechten. In 1953 werden enkele rebellen gedropt in Roemenië, maar ze werden spoedig opgepakt en berecht.
Tot zijn dood in 1993 bleef Horia Sima in Spanje.